# Jindřich Rohan
Jindřich Rohan (14. května 1919 Brno – 14. února 1978 Praha) byl český dirigent.

## Život a činnost
Po dokončení gymnázia nastoupil studium dirigování na konzervatoři v Brně a na Pražské konzervatoři u profesora Metoda Doležila. Později studoval na pražské AMU u Roberta Barocka, Aloise Klímy, Karla Ančerla a soukromě též u Václava Talicha. V době svých studií působil také jako korepetitor opery Národního divadla. Studium dokončil v roce 1950.
Od roku 1954 byl Jindřich Rohan druhým dirigentem Symfonického orchestru hl. m. Prahy FOK a v letech 1976–1977 jeho šéfdirigentem.
Orchestr FOK pod Rohanovým vedením natočil množství nahrávek, mezi nejvýznamnější patří houslové koncerty Felixe Mendelssohna-Bartholdyho (1966, sólo Isaac Stern), Ernestа Blochа, Arnoldа Schönberga a Igora Stravinského (1968, sólo Hyman Bress), Janovy pašije a Janovy pašije Johanna Sebastiana Bacha a další.
Kromě toho Rohan nahrál se Symfonickým orchestrem Jomiuri 1. klavírní koncert Ference Liszta (sólo Arturo Benedetti Michelangeli).